# Potín
Potín je malá vesnice, část obce Konstantinovy Lázně v okrese Tachov v Plzeňském kraji. Nachází se asi tři kilometry severovýchodně od Konstantinových Lázní. V roce 2011 zde trvale žilo devět obyvatel.
Potín je také název katastrálního území o rozloze 1,76 km².

## Historie
První písemná zmínka o vesnici pochází z roku 1183.

## Obyvatelstvo
Při sčítání lidu v roce 1921 zde žilo osmdesát obyvatel (z toho čtyřicet mužů) německé národnosti a římskokatolického vyznání. Podle sčítání lidu z roku 1930 měla vesnice 81 obyvatel se stejnou národnostní a náboženskou strukturou.
| Rok            | 1869 | 1880 | 1890 | 1900 | 1910 | 1921 | 1930 | 1950 | 1961 | 1970 | 1980 | 1991 | 2001 | 2011 | 2021 |
| -------------- | ---- | ---- | ---- | ---- | ---- | ---- | ---- | ---- | ---- | ---- | ---- | ---- | ---- | ---- | ---- |
| Počet obyvatel | 82   | 90   | 91   | 80   | 76   | 80   | 81   | 41   | 38   | 13   | 2    | 2    | 8    | 9    | 16   |
| Počet domů     | 12   | 14   | 14   | 14   | 14   | 15   | 16   | 12   | 12   | 7    | 2    | 0    | 1    | 2    | 5    |

## Obecní správa
Při sčítání lidu v letech 1850–1959 Potín byl osadou obce Nová Ves, se kterou patřil nejprve do okresu Teplá, v letech 1900–1930 do okresu Planá a v roce 1950 do okresu Stříbro. V letech 1960–1990 byl částí města Bezdružice v okrese Tachov. Od 24. listopadu 1990 je částí obce Konstantinovy Lázně v okrese Tachov.